# Cao bồi

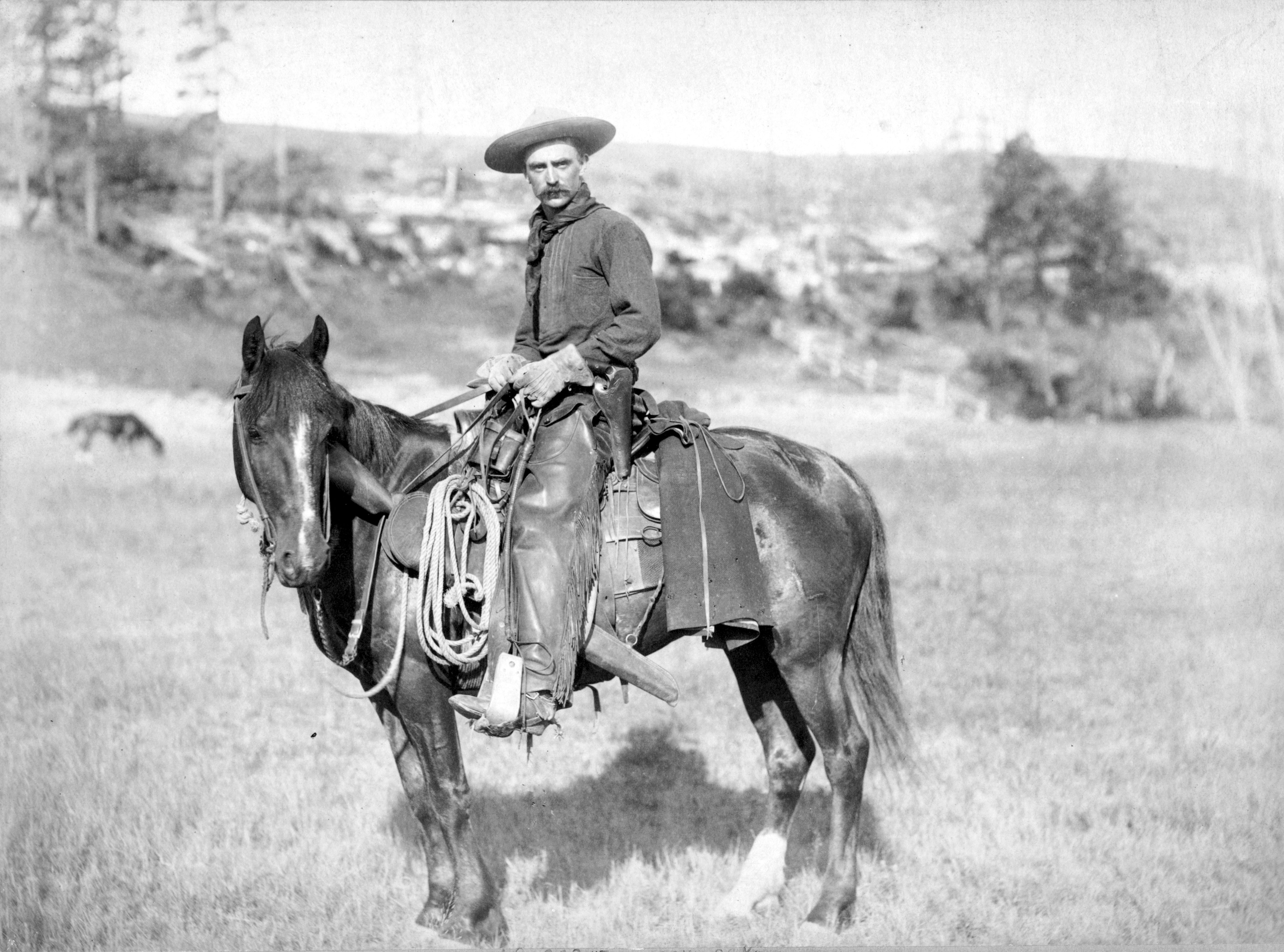
Cao bồi nước Mỹ năm 1887

Cao bồi là những người chăn dắt bò, thường trên lưng ngựa, tại các điền trang ở Bắc Mỹ.

## Từ nguyên
Từ cao bồi trong tiếng Việt bắt nguồn từ từ tiếng Pháp cow-boy. Từ cow-boy trong tiếng Pháp thì bắt nguồn từ từ tiếng Anh Mỹ cowboy.
Trong tiếng Anh, cao bồi được hiểu là: người chăn gia súc ở miền Tây nước Mỹ và cưỡi ngựa trong khi làm việc.
Rộng hơn, cao bồi chỉ một bộ phận người lao động sử dụng ngựa và chăn nuôi gia súc ở khắp châu Mỹ, châu Âu và châu Úc.
Nghĩa kế tiếp của cao bồi là một người anh hùng ưa phiêu lưu. Trong tiếng lóng, những lái xe hay phi công ẩu trong khi điều khiển phương tiện cũng được gọi là cao bồi.

## Lịch sử
Cao bồi gắn liền với nghệ thuật thuần hóa và sử dụng ngựa.
Khoảng năm 1700 trước Công nguyên, người Hyksos, được cho là tiên phong trong lĩnh vực dùng ngựa, đánh chiếm Ai Cập và du nhập các kiến thức và kỹ năng dùng ngựa vào khắp vùng Tây Á.
Thế kỷ thứ 5, người Ả rập đạt trình độ điêu luyện trong việc nuôi và dùng ngựa.
Thế kỷ thứ 8, người Moors từ Bắc Phi xâm nhập và cai trị vùng bán đảo Iberia (Tây Ban Nha, Bồ Đào Nha, Andorra, Gibraltar ngày nay), đem theo nghệ thuật cưỡi ngựa vào châu Âu và đặc biệt có ảnh hưởng lớn đến nền văn hóa đương thời của Tây Ban Nha. Thuật ngữ "a la gineta" dùng để chỉ nhánh văn hóa mới về ngựa này.
Vào những năm 1490, các chiến binh Giáo hội Công giáo La Mã trục xuất người Moors khỏi lãnh thổ châu Âu sau gần 8 thế kỉ bị chiếm đóng.
Khi người châu Âu tìm ra châu Mỹ, đoàn người của Christopher Columbus là một trong những người đầu tiên đem theo các đàn gia súc, thợ chuyên về ngựa và kiến thức chăn nuôi ngựa vốn du nhập từ người Moors vào châu Mỹ. Hernán Cortés cũng đóng góp phần lớn vào việc đem văn hóa dùng ngựa vào México.
Người Tây Ban Nha cũng phổ biến nghệ thuật dùng ngựa khắp Nam Mỹ, đặc biệt là Argentina và Uruguay.
Ngoài cowboy, các nước nói tiếng Tây Ban Nha dùng "gaucho", người Pháp dùng từ "gardian" để chỉ cao bồi.

## Thay đổi
Tuy nhiên cùng với sự phát triển của loạt phim Hollywood về miền Tây, hình ảnh "chàng chăn bò" dần được thay thế, và được hiểu rộng rãi như một người (thường là đàn ông) tính tình thẳng thắn, thường chiến đấu chống lại cái ác.

## Chân dung
Cao bồi thường đội mũ rộng vành, đi ủng có gắn miếng thép ở gót để thúc ngựa, mặc quần bò Levi's, cưỡi ngựa giỏi, hay tham gia đấu súng và bắn giỏi bằng cả hai tay, uống rượu trong quán cũng là nơi thường xảy ra các cuộc đánh lộn.
Cao bồi trong tiếng Việt còn là từ chỉ người có trang phục, động tác hay cử chỉ thể hiện bản tính ngang tàng, bất cần.
Hãng thuốc lá Philip Morris trong một thời gian dài thường dùng hình ảnh chàng cao bồi trong quảng cáo cho nhãn thuốc Marlboro.